# プロペラ (劇団)
プロペラ(英語: Propeller)はウィリアム・シェイクスピアの芝居をイギリス及び世界各地で上演している劇団である。演出家はエドワード・ホールで、キャストは全員、男優のみである。

## 背景
1990年代半ばに、ウォーターミル・シアターの芸術監督であったジル・フレイザーがエドワード・ホールに『オセロー』を演出する機会を提供し、ホールははじめてシェイクスピアを一作まるごと上演することになった。この上演は成功したが、ホールはこの経験を生かし、「テクストに対する厳密なアプローチと現代風の身体的な美学をまぜあわせて」オールメールのシェイクスピア劇団を作ることに決めた。
プロペラでは全員が同額の手当を受け取ることになっており、看板俳優などは存在しない。

## 活動
プロペラはイギリス中でツアーを行う他、オーストラリア、バングラデシュ、バルバドス、中国、キプロス島、ドイツ、香港、インドネシア、アイルランド、イタリア、日本、マレーシア、マルタ、メキシコ、フィリピン、ポーランド、スペイン、スリランカ、トルコ、アメリカ合衆国などでツアーをしている。 ドイツのノイスではシェイクスピアフェスティバルに参加した。

## 評価
2000年代後半頃から、一見関連がなさそうに見えるシェイクスピアの戯曲2作品を上演することにより関連性を浮かび上がらせるというプロジェクトを行っており、一定の評価を受けている。
プロペラはいくつか演劇賞を受賞している。1999年には『十二夜』でホールがバークリーズ演劇賞最優秀演出家賞を、2002年には同賞の最優秀ツアープロダクション賞をRose Rageで受賞している。2003年のTMA劇場ツアープロダクション賞を『夏の夜の夢』で、2004年にジェフ賞の最優秀演出家賞をホールがRose Rageのアメリカ上演で、2007年にはオビー賞を『じゃじゃ馬ならし』で受賞している。

## レパートリー
- 『ヘンリー五世』(1997年)[5]
- 『間違いの喜劇』(1998年)[5]
- 『十二夜』(1999年)[5]
- Rose Rage (2001年)、『ヘンリー四世』二部作に基づく[5]
- 『夏の夜の夢』(2003年)[5]
- 『冬物語』(2005年)[5]
- 『じゃじゃ馬ならし』(2006年)[5]
- 『ヴェニスの商人』(2008年)[5]
- 『リチャード三世』(2010年)[5]

## 劇団出身者
ジョニー・フリンは本劇団出身で、『十二夜』のセバスチャンや『じゃじゃ馬ならし』の料理人カーティスなどを演じた。 ブレイクのメンバーであるドミニク・タイもプロペラで活動していたことがある。